# Villa Maddalena
La villa Maddalena è una struttura edilizia storica situata in via Terralba ad Arenzano, nella riviera di ponente. Attualmente vi hanno sede varie associazioni culturali, sociali e sportive della località rivierasca.

## Storia
L'edificio fu costruito dai Padri Somaschi nel 1690 come convento e venne poi trasformato in villa. Passò poi in proprietà alla marchesa Ghiglini-De Mari che la vendette successivamente alla famiglia Montereggio.
Acquisita dall'amministrazione comunale di Arenzano nel 1954, venne destinata a sede di una scuola di avviamento professionale a tipo commerciale.

## Descrizione
La villa ha una cappella che è fra le più apprezzate di Arenzano, non solo per i preziosi stucchi che la decorano. Ad una sola navata, ha l'altare maggiore arricchito da una pregevole icona di Santa Maria Maddalena; sono presenti poi due ulteriori altari laterali e la tomba di famiglia della marchesa Ghiglini-De Mari.
Dal 1992 è sede del Teatro Il Sipario Strappato. 
Il piano nobile è composto da nove vani recentemente ristrutturati, tra i quali spicca il grande salone utilizzato per ospitare rassegne musicali o conferenze.
La villa comprende anche un parco lussureggiante e due campi da tennis.